# اندیس دارستان
دارستان یک اندیس فلزی است که در حوالی شهر معلمان استان سمنان قرار دارد و مادهٔ معدنی موجود در آن، طلا است.سنگ میزبان این اندیس توف و گدازه‌های حدواسط و طبقاتی از برش ولکانیکی. است و دیرینگی آن به دوران ائوسن می‌رسد. در این اندیس، پاراژنز‌های طلا و مس. یافت می‌شوند.